# ティナ・ブラウ
ティナ・ブラウ＝ラング（Tina Blau-Lang、1845年11月15日 - 1916年10月31日）は、オーストリアの画家である。風景画を描いた。

## 略歴
ウィーンで生まれた。父親はユダヤ人で、オーストリア軍の軍医であった。父親は娘が画家になるのを支援した。アウグスト・シェーファー (August Schaeffer) に学び 、ミュンヘンでヴィルヘルム・リンデンシュミットに学び、エミール・ヤーコプ・シンドラーにも学んだ。
1883年に福音主義教会に改宗し、ドイツ生まれで、馬のいる情景を描くのが得意な画家のハインリヒ・ラング（Heinrich Lang, 1838年 - 1891年）と結婚した。夫妻はミュンヘンに住み、1889年からティナはミュンヘン芸術家協会（Münchner Künstlerinnenvereins）の女性美術学校で風景画と静物画を教えた。1890年にミュンヘンで個展を開いた。
1891年に夫が亡くなった後、オランダ、イタリアを旅した後、ウィーンに戻り、ウィーン市内にスタジオを構えた。1897年に画家のオルガ・プラガー (Olga Prager) 、女性運動家のローザ・マイレーダー (Rosa Mayreder) 、著述家のフェデルン (Karl Federn) とともにウィーン女子美術学校を設立し、1898年から1915年の間、風景画と静物画を教えた。1916年にウィーンで没した。

## 作品

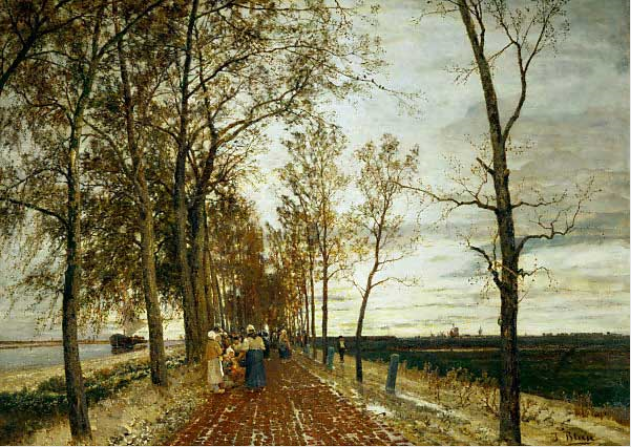
アムステルダムの風景
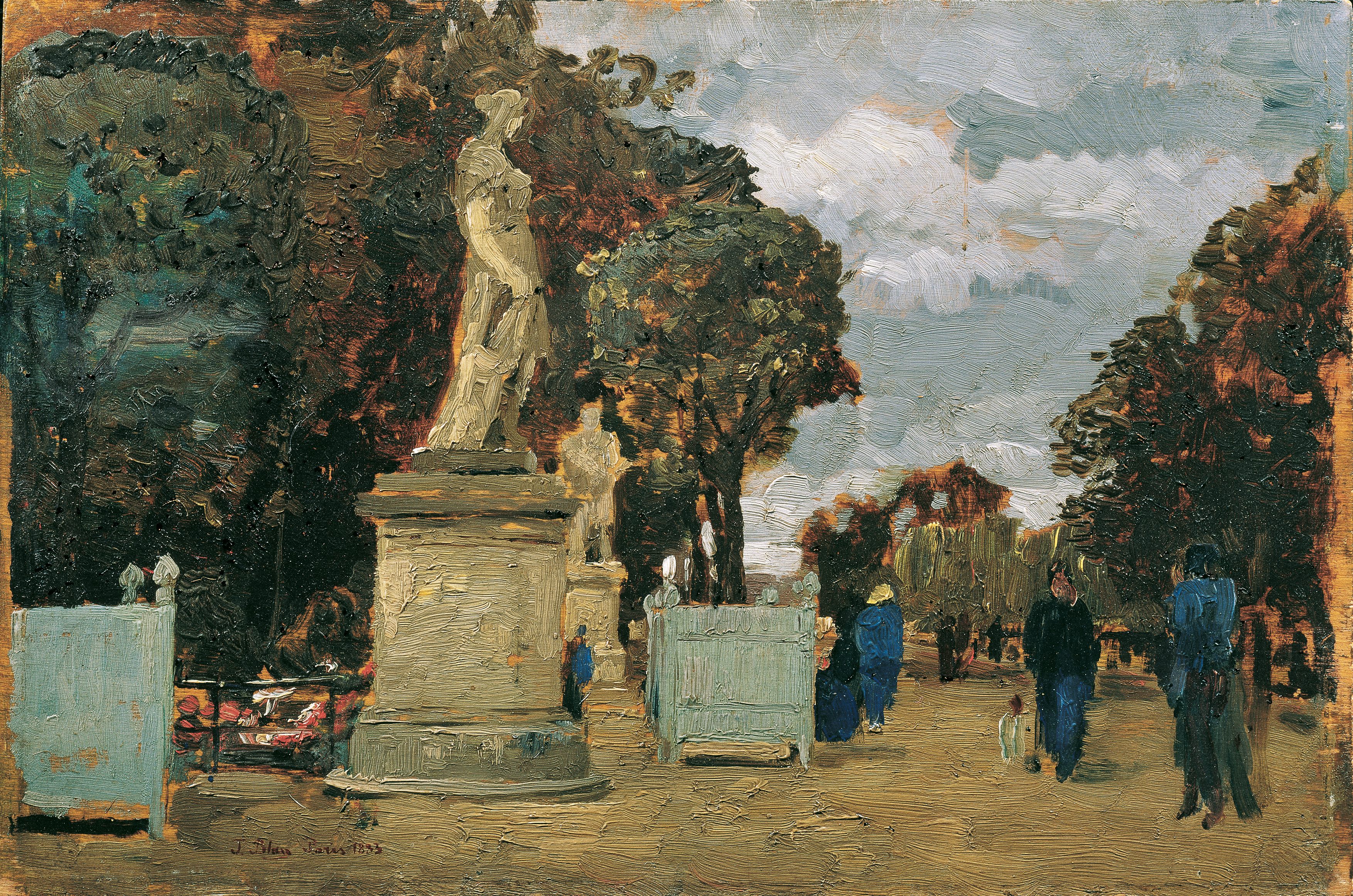
チュイルリー公園
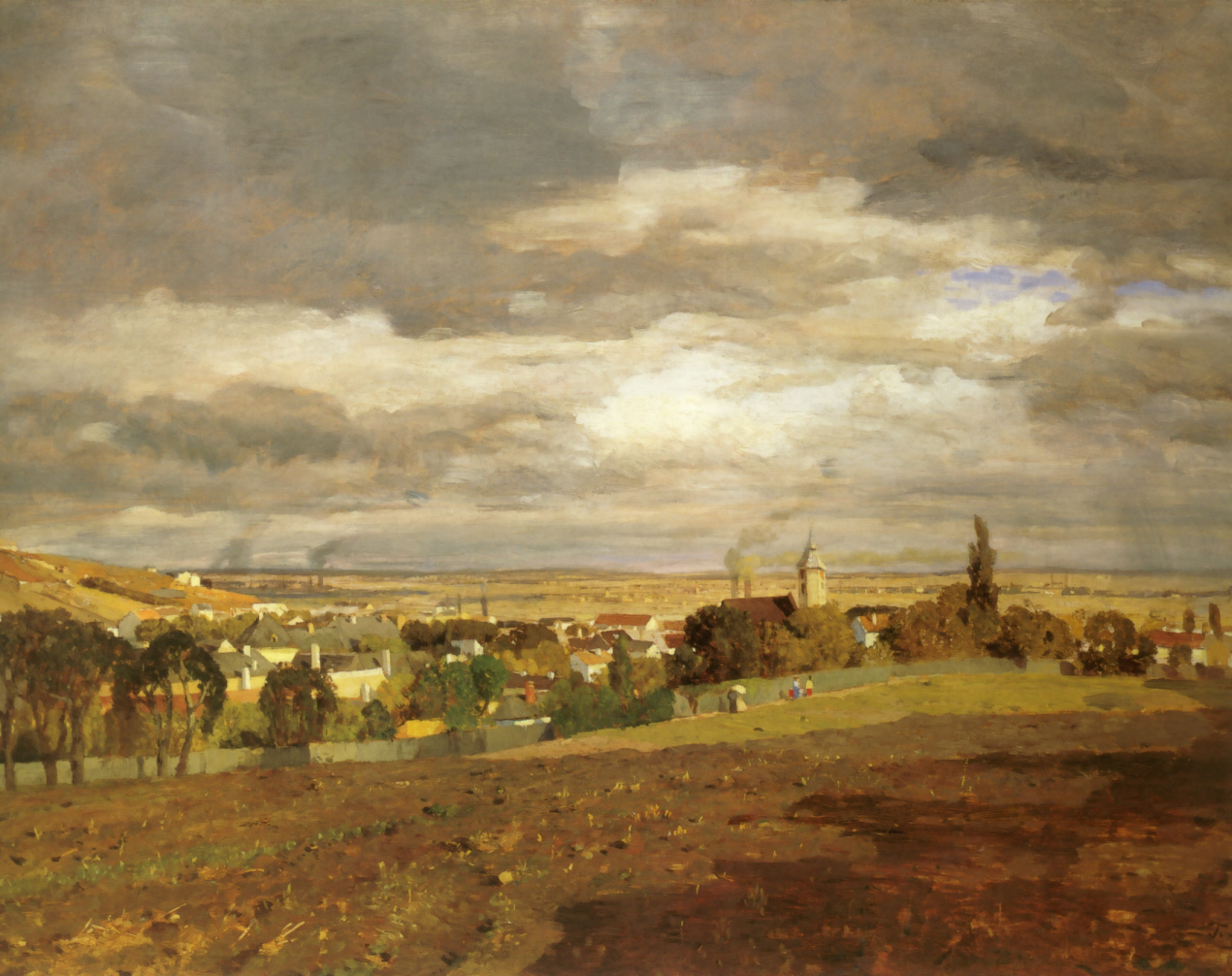
ハイリゲンシュタット
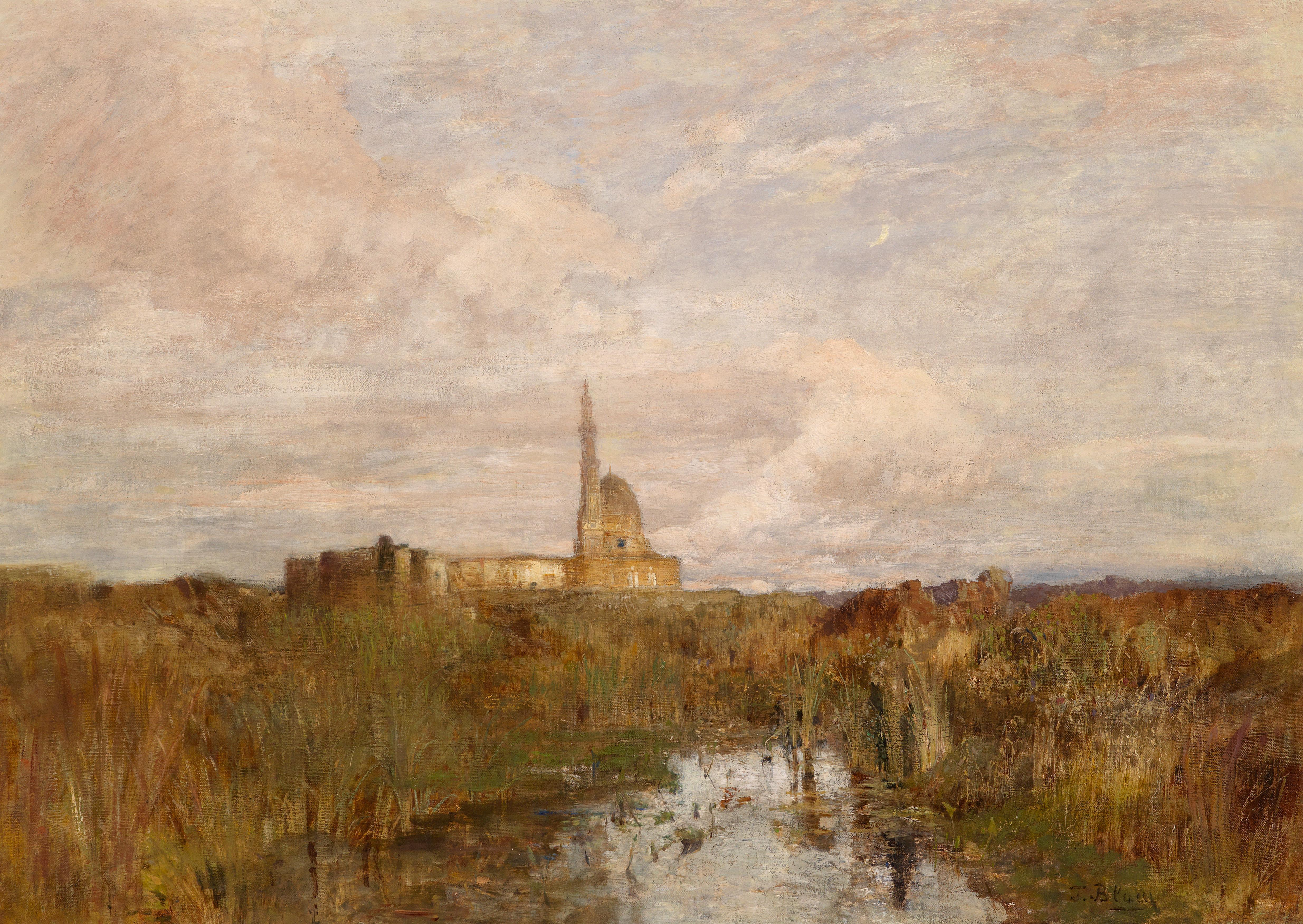
万国博覧会のエジプト宮殿
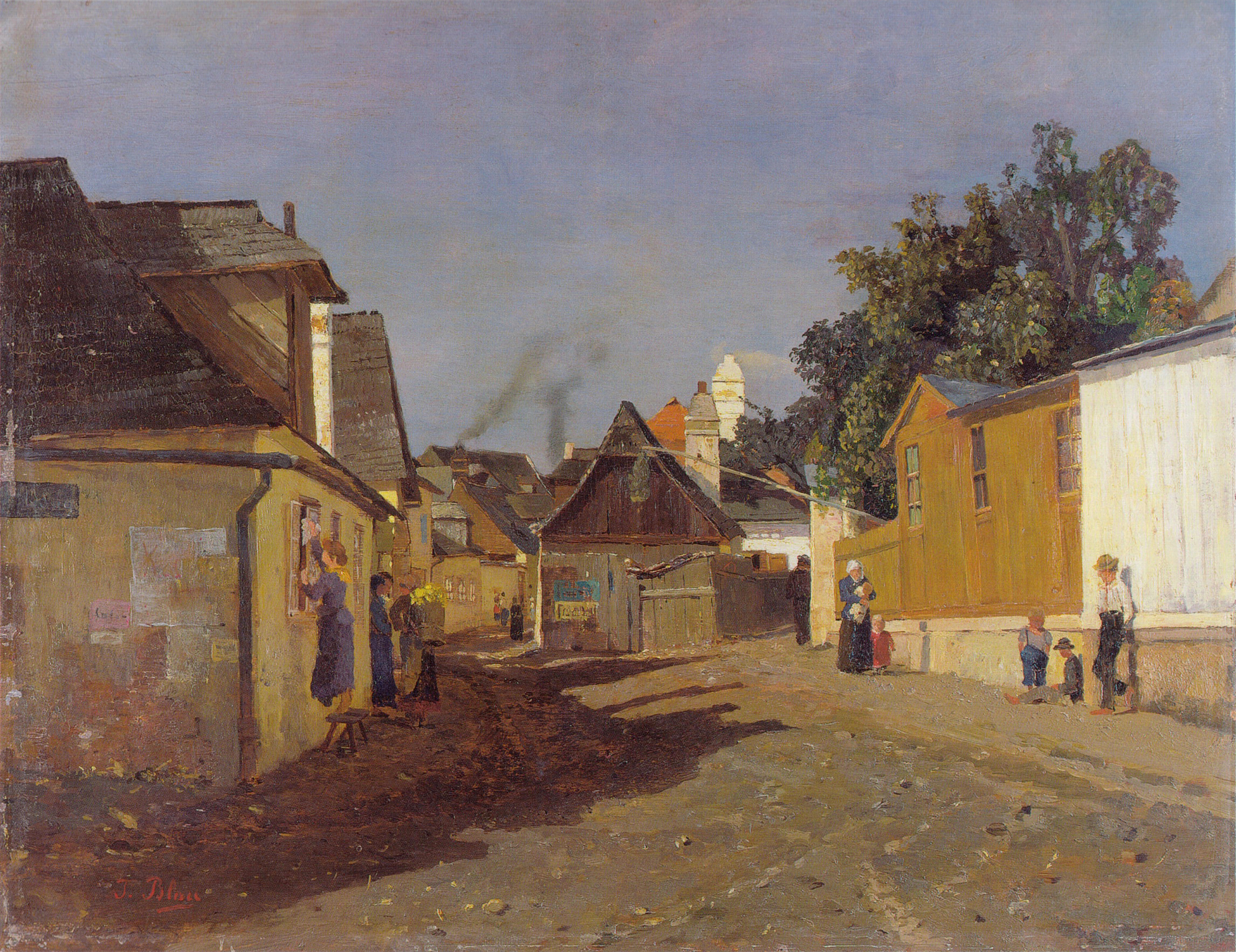
郊外
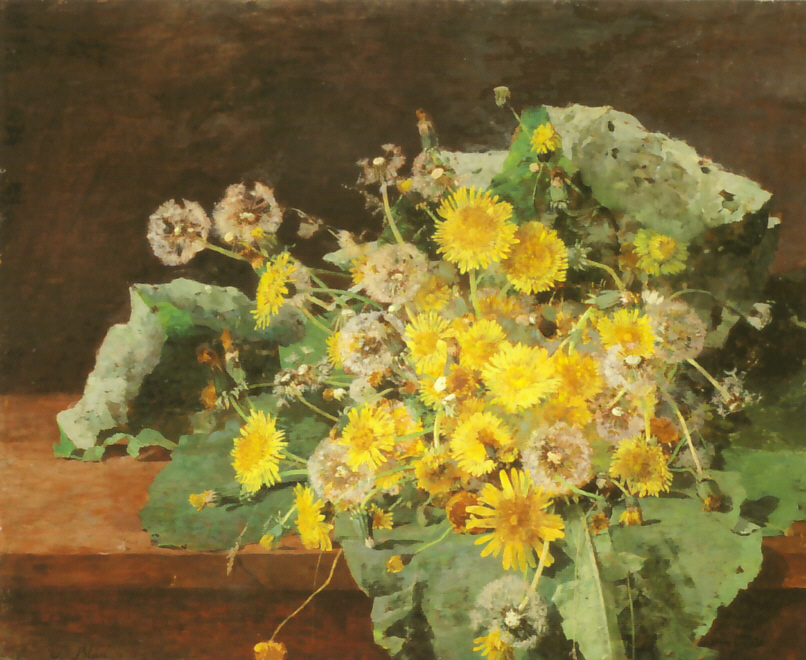
静物画